# Cogli la prima mela
Cogli la prima mela è il quinto album da studio del cantautore italiano Angelo Branduardi.

## Il disco
La title track Cogli la prima mela è la rielaborazione di una melodia medievale ungherese dal titolo U naseho Barty. La musica di Donna ti voglio cantare è la rielaborazione di una melodia rinascimentale di Pierre Attaignant dal titolo Quand je bois du vin clairet, un tourdion, incisa da Branduardi stesso nel disco Futuro antico II. Il testo di La raccolta è tratto da una poesia di Saffo, mentre la musica, pur essendo nel disco accreditata a Branduardi, proviene da una ballata folk rumena dal titolo M-am suit în dealul Clujului. La canzone Ninna nanna è la versione italiana di Mary Hamilton, la celebre canzone tradizionale scozzese incisa anche da Joan Baez. Nel disco la musica è attribuita allo stesso Branduardi pur trattandosi della fedele riproposizione del tema della ballata scozzese di autore anonimo.

## Tracce

### Edizione originale italiana
Testi di Angelo Branduardi e Luisa Zappa, 
musiche di Angelo Branduardi; 
testi e musiche di Angelo Branduardi in Se tu sei cielo e Donna ti voglio cantare. 
Lato A
1. Cogli la prima mela – 3:33 (Luisa Zappa, Angelo Branduardi)
2. Se tu sei cielo – 3:13 (Angelo Branduardi)
3. La strega – 4:20 (Luisa Zappa, Angelo Branduardi)
4. Donna ti voglio cantare – 3:35 (Angelo Branduardi)
5. La raccolta – 4:55 (Luisa Zappa, Angelo Branduardi)

Durata totale: 19:36
Lato B
1. Colori – 3:32 (Luisa Zappa, Angelo Branduardi)
2. Il signore di Baux – 4:30 (Luisa Zappa, Angelo Branduardi)
3. Il gufo e il pavone – 3:13 (Luisa Zappa, Angelo Branduardi)
4. Ninna nanna – 7:25 (Luisa Zappa, Angelo Branduardi)

Durata totale: 18:40

### Versione francese (Va où le vent te mène)
1. Va où le vent te mène
2. La Terre et l'Eau
3. La Sorcière
4. Le Sang et la Chair
5. Coquelicot dans la récolte
6. Le Seigneur des Baux
7. Couleurs de trottoir
8. Le Phénix et le Hibou
9. L'Enfant clandestin

### Versione inglese (Life Is the Only Teacher)
1. Life Is the Only Teacher
2. The Land That is Me
3. The Witch
4. Donna (Woman)
5. The Harvest
6. Colours
7. The Lord of Baux
8. Smart Little Girl
9. The Lady and the Falconer

## Singoli

### Cogli la prima mela/Se tu sei cielo
Cogli la prima mela è il primo singolo estratto dall'album, nonché la canzone più nota dell'album e una delle più famose di Branduardi.

### Il signore di Baux/La strega
Il signore di Baux  è l'altro singolo estratto dal disco. Ebbe un buon successo, ma non eguagliò la notorietà del precedente.

## Formazione
- Angelo Branduardi – voce, cori, chitarra acustica, violino, flauto sopranino, dulcimer
- Franco Di Sabatino – pianoforte, Fender Rhodes, clavinet, fisarmonica, sintetizzatore, ARP, organo Hammond
- Gigi Cappellotto – basso, chitarrone, liuto
- Andy Surdi – percussioni, batteria, timpani
- Maurizio Fabrizio – pianoforte, cori, chitarra acustica
- Roberto Puleo – chitarra elettrica, slide guitar, bandurria
- Felix Mizrahi – violino
- Victor Eitan – qanun
- Sliman Elmoghraby – laud